# Polska Agencja Prasowa
La Polska Agencja Prasowa (PAP, « Agence polonaise de presse ») est l'agence de presse polonaise publique. Elle est créée le 8 août 1946.

## Histoire
L'agence est fondée par résolution du conseil des ministres polonais le 8 août 1946.
Elle succède en pratique à l'agence Polpress (pl), créée le 10 mars 1944, elle-même lointaine héritière de l'Agence télégraphique polonaise (pl) fondée le 31 octobre 1918.
Le 4 janvier 2018, Wojciech Surmacz est nommé président de l'agence. Le 4 septembre 2020, Maciej Świrski est nommé président du conseil de surveillance de l'agence, Tomasz Giziński étant son nouveau vice-président et Agnieszka Glapiak secrétaire.